# Al Oster
Albert Adam „Al“ Oster CM (* 3. Dezember oder 23. Dezember 1924 in der Provinz Saskatchewan, Kanada; † 28. Oktober 2017 in Salmon Arm, British Columbia) war ein kanadischer Folk- und Rockabilly-Musiker. In Osters Songs ging es immer wieder um die Gegebenheiten des Yukon-Territoriums.

## Leben

### Kindheit und Jugend
Al Oster wurde in einer kleinen Hütte ungefähr 12 Meilen entfernt von Vanguard geboren und wuchs auf einer Farm auf. Osters Eltern John Harold und Mary hatten noch drei weitere Söhne. Als Kind wurde er hauptsächlich von der Country-Musik beeinflusst. Als Jugendlicher lernte er, Gitarre zu spielen und arbeitete im Winter in Holzfällercamps in Alberta und im Sommer auf Ranches. 1939 zog die Familie nach Langley um der wirtschaftlichen Depression zu entkommen. 1946 wurde Oster aus dem Militärdienst entlassen, den er in Calgary abgeleistet hatte.

### Karriere
Nach seiner Entlassung startete Oster seine Karriere als Musiker. Zu diesem Zeitpunkt trat er unter dem Namen „Calgary Slim“ auf und zog mit dem Dobro-Spieler Ray als „Slim ‘n‘ Ray“ durch Calgary und Edmonton, wo sie in Restaurants und Tanzhallen auftraten. 1957 zog Oster nach Vancouver, wo er seine Frau Mary kennenlernte. In dieser Zeit tourte Oster viel mit Künstlern wie Mike Harris, Lynn Gibson und Hank Smith als Sänger und Gitarrist. Zudem wurden ihm auch Auftritte in der Buckskin Opry auf CJOR möglich. 1957 entschlossen Oster und seine Frau Mary sich dazu, nach Whitehorse im Yukon-Territorium zu ziehen. Zu diesem Zeitpunkt hatten sie bereits zwei Töchter.
In Whitehorse, ging Oster anfänglich einer geregelten Arbeit nach. Zudem spielte er in einer Country- und Rockabilly-Band, die neben Oster aus Johnny Hutsul, John Irwin (Gitarre), Andy Donais (Pedal Steel Guitar) und Cal Waddington (Schlagzeug) bestand. Eines Abends wurde die Band für einen „School Hop“ (einer Tanzveranstaltung) an der Whitehorse High School gebucht. Da die Band keine eigenen Rockabilly-Nummern im Repertoire hatte, schrieb Oster den Midnight Sun Rock für die Jugendlichen. Zusammen mit Next Boat nahm Oster den Song für sein eigenes Label Tundra Records auf. Bereits die erste Lieferung von 1000 Platten war nahezu sofort ausverkauft. 1959 spielte Oster den Midnight Sun Rock erneut für sein erstes Album Yukon Gold ein.
1958 hatte Oster auch begonnen, bei dem Sender WHTV zu arbeiten und hatte bis 1960 dort seine eigene Fernsehshow. Ab 1961 war Oster regelmäßig mit seiner Show Northland Echoes auf dem CBS-System zu hören. Seine erste LP zog die Aufmerksamkeit Jack Doell auf sich, mit dem er danach auf Tournee durch Kanada ging. Osters Popularität erhöhte sich dadurch enorm.
Die 1960er-Jahre verbrachte Oster weiterhin mit zahlreichen Auftritten sowie als Mitglied des Northern Jamborees aus Whitehorse. 1967 beinhaltete einen von Osters Karriere-Höhepunkten. Zusammen spielte er mit Hank Karr auf der Expo 1967 in Montreal, während der auch das gemeinsame Album The Yukon Stars aufgenommen wurde. Ein Jahr später erhielt Oster den BMI Award für seine Ballade Irena Cheyenne. Es war der erste BMI Award, der in Kanada je vergeben wurde. Osters Balladen, die die Legenden und Geschichten Yukons und Alaskas erzählten, waren so populär wie noch nie. Sein wohl bekanntester Song My Book of Yukon Memories erreichte sogar Platz 30 der Billboard-Charts. Für die Expo 1970 wurde Oster nach Japan eingeladen, musste aber absagen.
2000 wurde Oster aufgrund seiner Verdienste um die Tradition Yukons mit dem „Order of Canada“ ausgezeichnet und 2004 für Midnight Sun Rock in die Rockabilly Hall of Fame aufgenommen.

## Diskografie
Al Oster spielte seine Singles und LPs vornehmlich für seine eigenen unabhängigen Labels ein. 1960 gründete er Klondike Records und 1965 folgte Alcon Records für Veröffentlichungen in Alaska und den USA. Klondike wurde 1982 in Frontier Record Company umbenannt.

### Singles
| Jahr                    | Titel                                                        | Label #         |
| ----------------------- | ------------------------------------------------------------ | --------------- |
| 1958                    | Midnight Sun Rock / Next Boat                                | Tundra T101     |
| 1962                    | Kee Bird Song / Waltz of the Yukon                           | Klondike KR45-2 |
| 1963                    | 49 Days / Six Long Years                                     | Klondike KR45-3 |
| 1966                    | Irena Cheyenne / Way Up Alaska Way                           | Alkon AK45-101  |
| Unveröffentlichte Titel |                                                              |                 |
| 1958                    | - Midnight Sun Rock (alt. Version) - Next Boat (alt Version) |                 |

### Alben
- 1960: Yukon Gold
- 1962: Northland Ballads
- 1964: Alaska Star 49
- 1967: The Yukon Stars (mit Hank Karr)
- 1986: Yukon Ballads
- 1998: Country Gospel
- 1998: Call of Alaska
- 1999: Northland Echoes

## Auszeichnungen
- 1968: BMI Award für Irena Cheyenne
- 1993: Heritage Award der Yukon Historical and Museum Society
- 2000: Order of Canada
- 2002: Queen Elizabeth II Golden Jubilee Medal
- 2004: Aufnahme in die Rockabilly Hall of Fame
- 2006: Yukon Commissioner’s Public Service Award